# Sybra dohertyi
Sybra dohertyi är en skalbaggsart som beskrevs av Stefan von Breuning 1960. Sybra dohertyi ingår i släktet Sybra och familjen långhorningar. Inga underarter finns listade i Catalogue of Life.